# Vysoká Pec u Nejdku

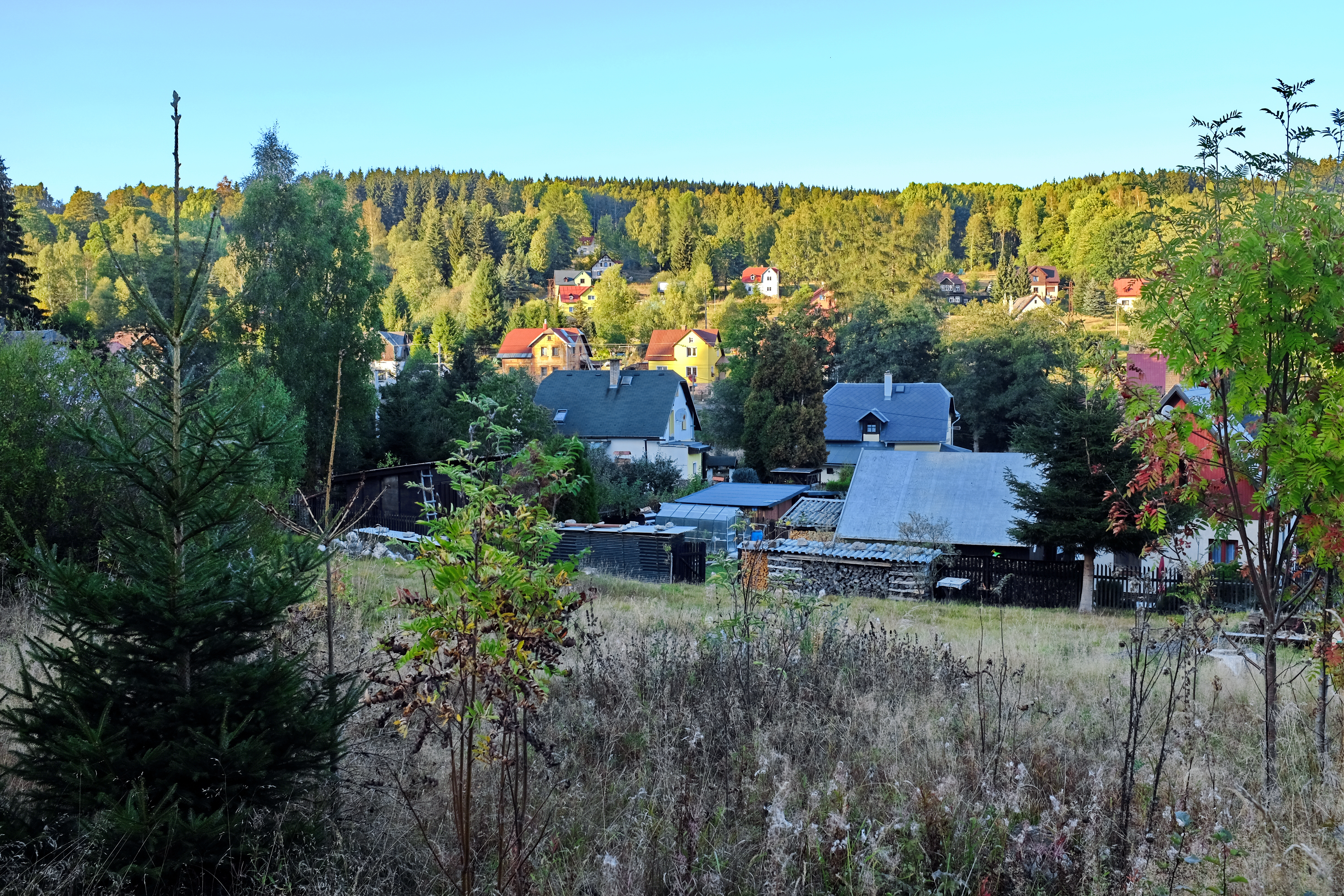
Blick auf Vysoká pec září (2018)

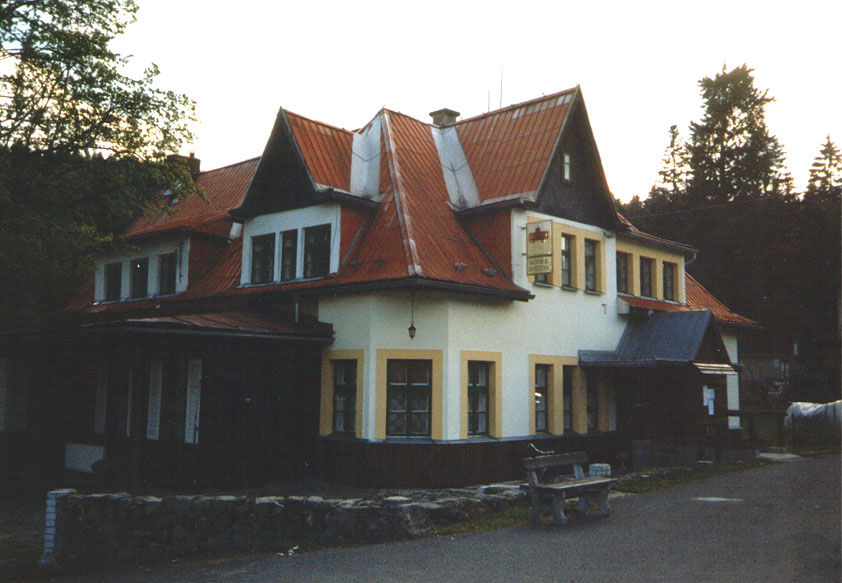
Frühere Justinsklause, heute Penzion Sportka Vysoká Pec

Vysoká Pec (deutsch Hochofen) ist eine Gemeinde im Karlovarský kraj in Tschechien. Sie gehört zur Verwaltungsgemeinschaft Nejdek.

## Geographie

### Lage
Vysoká Pec liegt in einer Höhe von 744 m n.m. im westlichen Erzgebirge. Der Ort erstreckt sich vom Tal der Rolava am Rudný potok (Trinksaifner Bach) aufwärts entlang der Straße nach Rudné. Das Dorf gehört zum Okres Karlovy Vary. Durch den östlichen Teil von Vysoká Pec führen die alte Fernverkehrsstraße von Leipzig nach Karlsbad und die 1899 eröffnete Bahnlinie Karlsbad–Johanngeorgenstadt, an der Vysoká Pec eine Station besitzt.

### Gemeindegliederung
Die Gemeinde Vysoká Pec besteht aus den Ortsteilen Rudné (Trinksaifen) und Vysoká Pec (Hochofen), die zugleich auch Katastralbezirke bilden.

### Nachbarorte
| Přebuz (Frühbuß)        | Nové Hamry (Neuhammer bei Karlsbad)         |                                     |
| Šindelová (Schindlwald) | Kompassrose, die auf Nachbargemeinden zeigt | Nové Hamry (Neuhammer bei Karlsbad) |
|                         | Nejdek (Neudek)                             |                                     |

## Geschichte
Die Gründung ist auf zwei Hochöfen zurückzuführen, die hier Graf Schlick im ausgehenden 16. Jahrhundert anlegen ließ. Um die Hochöfen entstand eine Streusiedlung. 1577 erwähnen die Kirchenbücher Kaspar Elster als Meister auf dem Hochofen, 1601 Claus Elster, 1620 Merten Starck und 1628 Andreas Glöckner. Die Glöckner waren während der Gegenreformation teilweise nach Kursachsen ausgewandert und dort ebenfalls als Hochofenmeister tätig. Die Elster übten später den Beruf des Drahtziehers in und um Neudek aus.
Als eigene Ortschaft scheint Hochofen erst seit dem ausgehenden 17. Jahrhundert bestanden zu haben. In der Seelenliste des Elbogener Kreises von 1651 kommt der Name nicht vor und spätere Bewohner werden noch teilweise in den Nachbardörfern Neuhammer und Trinksaifen mit aufgeführt. Die durchweg römisch-katholische Einwohner waren zunächst nach Neudek und seit 1784 nach Trinksaifen eingepfarrt. Dort lag auch der Friedhof. Der deutschsprachige Dialekt war reines Egerländerisch mit den typischen Diphthongen.
1847 zählte das Dorf 100 Häuser mit 758 Einwohnern, ein Drahthammer, ein Wirtshaus und eine Mühle. Bis zur Aufhebung der Patrimonialherrschaften 1848/49 unterstand Hochofen der Herrschaft Neudek. 1854 gehörte der Ort zum Gerichtsbezirk Neudek, seit der Gebietsreform 1869 zum Bezirk Graslitz und seit 1910 zum Bezirk Neudek. In Hochofen wurde 1878 eine zweiklassige Volksschule errichtet, die 1932 einen Erweiterungsbau erhielt.
Als Aufenthaltsort für Sommerfrischler entwickelte sich die Justinsklause, die in der Nähe eines der beiden früheren Hochofen entstand. Der Name geht auf den Besitzer des Neubaus in den 1920er-Jahren zurück; der Vorgängerbau war im Besitz der Familie Ludwig Hochmuth abgebrannt. 1931 hatte Hochofen 161 Häuser und 786 deutschsprachige Einwohner. 1939 waren es 758 Deutsche. Nach dem Münchner Abkommen wurde der Ort dem Deutschen Reich zugeschlagen und gehörte bis 1945 zum Landkreis Neudek. Bei Beginn der Vertreibung der Deutschen aus der Tschechoslowakei 1945/46 lebten in Hochofen 698 Personen; davon haben die meisten in Bayern eine neue Heimat gefunden.

### Gewerbe
Bis ins 19. Jahrhundert betrieb man hier Bergbau durch Förderung von Roteisenstein, ferner auch Köhlerei und Pechgewinnung. Die Frauen, zum Teil im Winter auch die Männer, fertigten Klöppelspitzen an. Landwirtschaftlich war wegen der Höhenlage Weizenanbau nur schwer möglich. Korn und Kartoffeln gediehen gut an Südhängen. Ab dem ausgehenden 19. Jahrhundert gab es Verdienstmöglichkeiten in den drei großen Neudeker Fabriken Wollkämmerei/Kammgarnspinnerei, Eisenwerk (Walz) und Papierfabrik.
Der Waffenhammer in Hochofen mit der ehemaligen Hausnummer 95 oberhalb der Fuchs-Holzschleife erzeugte bis in die 1920er Jahre u. a. Pflüge und Holzhacken. Hervorgegangen ist er aus der sogenannten oberen Drahtmühle die seit dem 17. Jahrhundert existierte. Die untere Drahtmühle lag auf Neudeker Fluren an Stelle der ehemaligen Papierfabrik. Traditionell war die alte Drahtziehersippe Fuchs diesem Berufsstand verbunden. In der Ersten Hälfte des 19. Jahrhunderts werden als Eisendrahts-Produzenten für Hochofen und Neuhammer Joseph Fuchs und Wenzel Link angegeben.

## Entwicklung der Einwohnerzahl
| Jahr | Einwohnerzahl |
| ---- | ------------- |
| 1869 | 740           |
| 1880 | 706           |
| 1890 | 698           |
| 1900 | 681           |
| 1910 | 734           |

| Jahr   | Einwohnerzahl |
| ------ | ------------- |
| 1921   | 656           |
| 1930   | 787           |
| 1950 1 | 343           |
| 1961 1 | 339           |
| 1970 1 | 307           |

| Jahr   | Einwohnerzahl |
| ------ | ------------- |
| 1980 1 | 258           |
| 1991 1 | 227           |
| 2001 1 | 258           |
| 2011 1 | 329           |

## Sehenswürdigkeiten
- Auf blau markiertem Wanderweg ist über Tisová der 976 m hohe Tisovský vrch zu erreichen, von dessen Aussichtsturm Sicht auf das westliche Erzgebirge und den Ort besteht.